# مدیریت (فیلم)
مدیریت (انگلیسی: Management) فیلمی در ژانر کمدی رمانتیک و کمدی-درام است که در سال ۲۰۰۸ منتشر شد.
از بازیگران آن می‌توان به جنیفر آنیستون، استیو زان، وودی هارلسون، فرد وارد و مارگو مارتیندال اشاره کرد.